# کیگان جیکابز
کیگان جیکابز (انگلیسی: Keaghan Jacobs؛ زادهٔ ۹ سپتامبر ۱۹۸۹) بازیکن فوتبال اهل آفریقای جنوبی است.